# Dél-Korea
Dél-Korea, hivatalos nevén a Koreai Köztársaság (hangul: 대한민국, Tehan Minguk, handzsa: 大韓民國, RR: Daehan Minguk) ország Kelet-Ázsiában, a Koreai-félsziget déli részén. Egyetlen szárazföldi határa a koreai demilitarizált övezet, amely Észak-Koreával közös. A két Korea 1945. augusztus 15-éig egy államot alkotott. Keleten a Japán-tenger (hivatalos koreai nevén Keleti-tenger), délen a Koreai-szoros és nyugaton a Sárga-tenger határolja. A nagy történelmi múltra visszatekintő Dél-Korea ma a világ egyik vezető gazdasági hatalma, számos nemzetközi szövetség tagja. Fővárosa és legnagyobb városa a 2018-ban 9,67 millió lakosú Szöul, a világ egyik legnagyobb városa. A fővároson kívül még kilenc milliós népességű nagyváros található az országban.

## Természetföldrajz

### Domborzat
A Japán- és a Sárga-tenger között húzódó Koreai-félsziget déli részén fekvő ország nyugati és déli partvidéke tagolt, a partokat több ezer apró sziget övezi. A félsziget keletről nyugat felé lejt, keleti és középső részén észak–déli irányban húzódó hegységek vannak. Jobbára prekambriumból származó gránit és gneisz alkotja őket. A keleti oldalon futó Thebek (Taebaek)-hegység vízválasztóként is funkcionál. Az északkelet–délnyugat irányban futó Szobek (Sobaek)-hegység is jelentős. Az ország legmagasabb csúcsa, az 1950 m magas Halla-hegy a Csedzsu (Jeju)-szigeten emelkedik, mely maga is egy vulkanikus képződmény. A Koreai-félsziget stabil, aktív vulkánok nincsenek, a földrengések is ritkák. Történelmi feljegyzések szerint a Halla-hegy még aktív volt a Korjo (Goryeo)-korban (918–1392). Dél-Korea és Japán is magáénak követeli a Tokto (Dokdo)-szigetcsoportot (japán nevén Takesima-szigetek, nyugati nevén: Liancourt-sziklák), mely Észak-Kjongszang (Gyeongsang) tartománytól keletre fekszik. A Sárga-tenger melléke dombvidék, illetve síkság.

### Vízrajz
Dél-Korea fontosabb folyói a Naktong (Nakdong) (낙동강), mely a leghosszabb, 523 kilométeres; a Han folyó (한강), amely Szöul városát szeli ketté; valamint a Kum (Geum) (금강). Mindhárom a Thebek (Taebaek)-hegységben ered. Az ország folyóinak többsége a Sárga-tengerbe vagy a Kelet-kínai-tengerbe ömlik.

### Éghajlat
Korea a mérsékelt éghajlati övben fekszik. Az éghajlat jellege tenger melléki helyzete ellenére meglehetősen kontinentális. A nyarak forróak és párásak, a telek hidegek és szárazak. Különösen a félsziget belsejében levő magas hegyvidékek hidegek télen, a Thebek (Taebaek)-hegységben esik a legtöbb hó. A déli part éghajlata már szubtrópusi jellegű, a telek melegebbek, mint az északi részeken, nyáron azonban nincs különbség a hőmérséklet között a két országrészben. A fagymentes napok száma Csedzsu (Jeju)n elérheti a 240 napot. Hat az ázsiai monszun, ezért a nyár közepe nagyon csapadékos. A déli partot nyár végén tájfunok sújthatják. Ezek nem csak a viharos széllel okoznak kárt, hanem a vele járó heves eső helyi árvizet okoz. Tavasszal Kína felől porviharok érik el az országot.
| Hónap                                       | Jan. | Feb. | Már. | Ápr. | Máj. | Jún. | Júl. | Aug. | Szep. | Okt. | Nov. | Dec. | Év   |
| ------------------------------------------- | ---- | ---- | ---- | ---- | ---- | ---- | ---- | ---- | ----- | ---- | ---- | ---- | ---- |
| Átlagos max. hőmérséklet (°C)               | 1,6  | 4,1  | 10,2 | 17,6 | 22,8 | 26,9 | 28,8 | 29,5 | 25,6  | 19,7 | 11,5 | 4,2  | 16,9 |
| Átlaghőmérséklet (°C)                       | −2,5 | −0,3 | 5,2  | 12,1 | 17,4 | 21,9 | 24,9 | 25,4 | 20,8  | 14,4 | 6,9  | 0,2  | 12,3 |
| Átlagos min. hőmérséklet (°C)               | −6,1 | −4,1 | 1,1  | 7,3  | 12,6 | 17,8 | 21,8 | 22,1 | 16,7  | 9,8  | 2,9  | −3,4 | 8,3  |
| Átl. csapadékmennyiség (mm)                 | 22   | 24   | 46   | 77   | 102  | 133  | 328  | 348  | 138   | 49   | 53   | 25   | 1344 |
| Forrás: Korea Meteorological Administration |      |      |      |      |      |      |      |      |       |      |      |      |      |

### Élővilág, természetvédelem

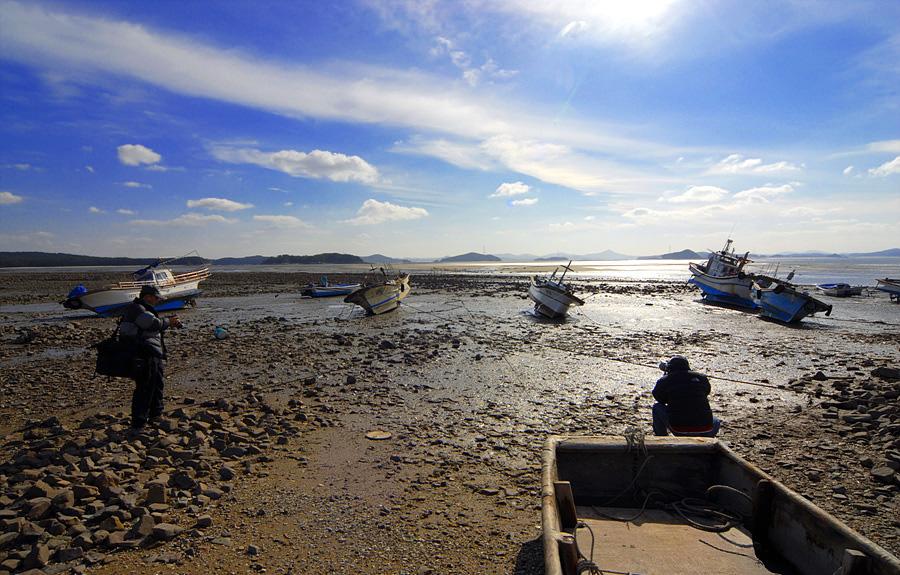
Szoszan tengerpartja

Dél-Korea nagyon sűrűn lakott ország. A magas hegyvidékek miatt csak kb. 30%-át művelik a területnek és itt zsúfolódik a lakosság. A második világháború utáni időszak gyors iparosítása elszennyezte a levegőt és a vizeket. A károk enyhítésére sikeres intézkedéseket hoztak az utóbbi évtizedekben. A legnagyobb gondot környezetvédelmi szempontból a közlekedés okozza, bár a kénkibocsátást sikerült korlátozni.
Dél-Korea minden tartományában van nemzeti park. Ezeket a meredek, nehezen járható hegyvidékeken, illetve a nagyon tagolt part apró szigetei között alakították ki. Itt élnek ritka állat- és növényfajok is.
Az UNESCO 2007-ben természeti világörökséggé nyilvánította Dél-Korea legnagyobb szigetét, Csedzsu (Jeju) vulkanikus sziget és lávacsövek néven, 2021-ben pedig a délnyugati partvidék menti árapályövi síkságokat is.

## Történelem
Az 1945-ig egységes Korea területén a hagyomány szerint Tangun alapította az első államot, Kodzsoszont i. e. 2333-ban, Kidzsa (Gija) király pedig az első dinasztiát i. e. 1100 körül. Ezt délen a három koreai királyság váltotta fel i. e. 194-ben. Az egységes koreai állam i. sz. 668-ban jött létre, Silla néven. Koreát külső hatások főleg Kína felől érték. Onnan érkezett a buddhizmus, a konfucianizmus és számos más ismeret.
Az ország mai neve a középkori Korjo (Goryeo) (koreaiul: 고려) dinasztia nevét őrzi. Az országban 1395-től egészen a japán megszállásig (1910) az I (Yi)- vagy Csoszon (Joseon)-dinasztia uralkodott. A japánok annektálták Koreát, a második világháború idején rendőri diktatúrát vezettek be, és az ország gazdaságát katonai céljaik szolgálatába állították. A szövetséges hatalmak 1943-ban megállapodtak abban, hogy a háború befejezte után helyre kell állítani az ország függetlenségét.
1945-ben az ország északi részét szovjet, a déli részét amerikai csapatok szállták meg, és a 38. szélességi kör mentén felosztották az országot. Az ENSZ felhívására a déli országrészben 1948 májusában nemzetgyűlési választásokat tartottak, majd a parlament a szovjet segítséggel megalakított Észak-Korea függetlenségének kikiáltását követően, 1948. augusztus 15-én kikiáltotta a Koreai Köztársaságot. A két Korea viszonya egyre jobban elmérgesedett, ami 1950-ben a koreai háborúhoz vezetett. Az egyik fél győzelmével sem végződő háború az 1953-ban aláírt tűzszüneti egyezménnyel ért véget, a két Korea azonban technikailag továbbra is hadban áll egymással.
2007. október 4-én No Muhjon (No Mu-hyeon) és Kim Dzsongil (Kim Jong-il) aláírt egy nyolc pontból álló békemegállapodást, amely szerint a két fél a tartós béke fenntartása érdekében magas szintű diplomáciai tárgyalásokat folytat, gazdasági fejlesztéseket hajtanak végre, felújítják a vasúti, közúti és légi közlekedéseket, továbbá közös olimpia megrendezésére tesznek lépéseket. A tárgyalások lezárását követően nem sokkal, október 9-én Észak-Korea ismét nukleáris kísérleteket hajtott végre. Három évvel később, 2009 elején a két ország viszonya ismét elmérgesedett: Észak rakétákat telepített a határ menti területekre, illetve megfenyegette Délt és az USA-t, ne merjék zavarni első műholdjuk űrbe juttatását, melyet április 5-én fellőttek. Szerződésük formálisan is véget ért.
2018. április 27-én Korea-közi találkozóra került sor Kim Dzsongun (Kim Jong-eun) és Mun Dzsein (Mun Jae-in) között a Békeházban, melyet ugyanebben az évben két másik találkozó is követett.

## Államszervezet és közigazgatás

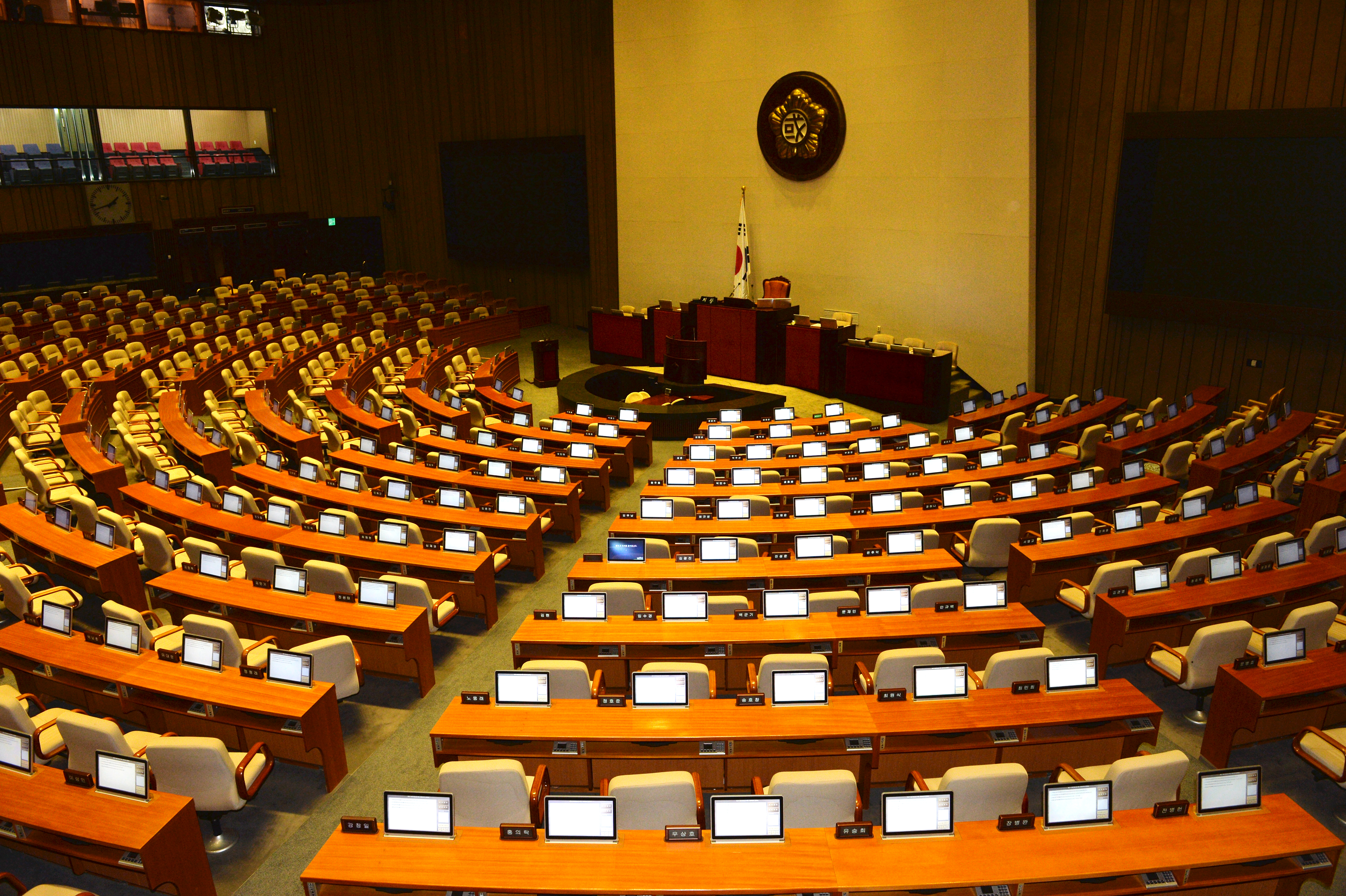
Az országgyűlés (Kukhö (Gukhoe)) fő terme

### Államszervezet

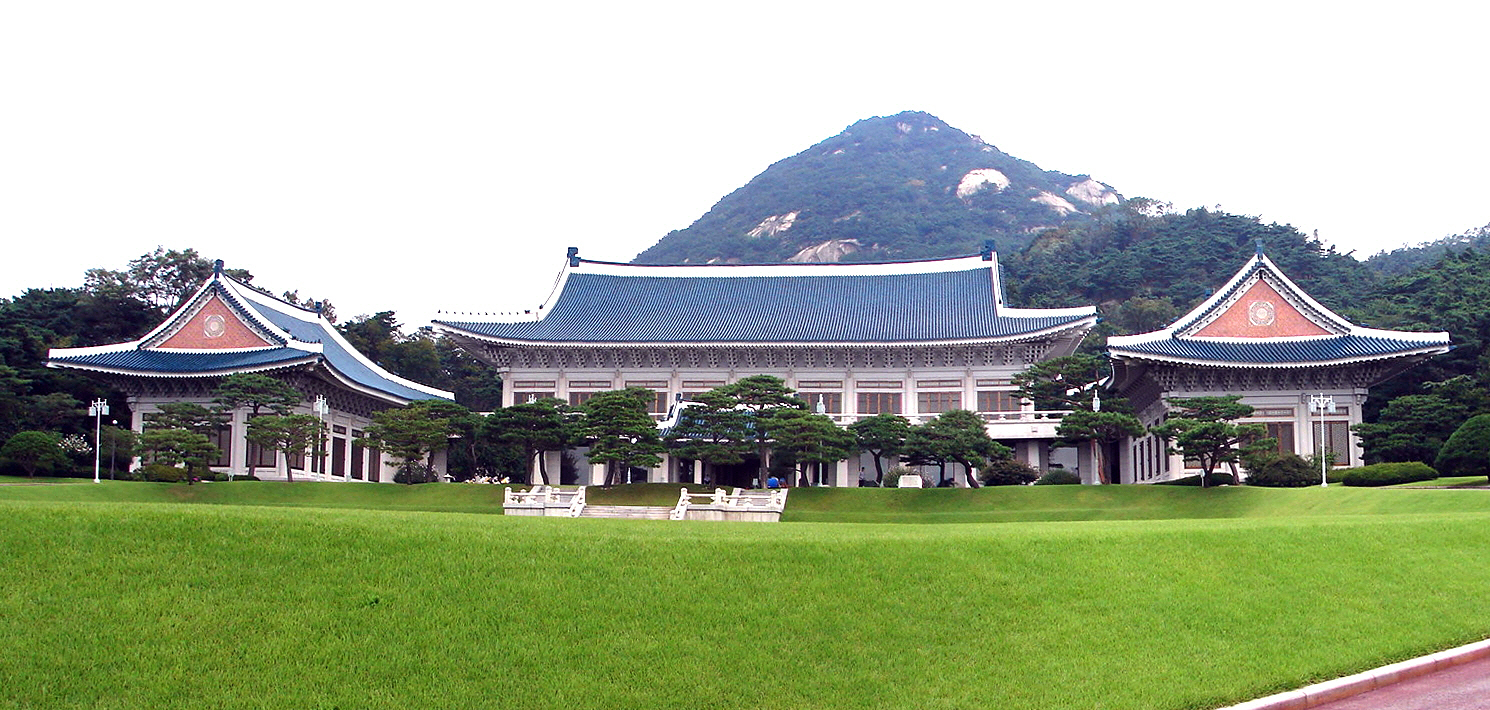
A Kék Ház

A Koreai köztársaság alkotmányát 1948. július 17-én fogadták el, azóta többször módosították. Az 1987-ben történt utolsó módosítás óta Dél-Koreában az úgynevezett „hatodik köztársaság” korszaka zajlik. A kormányzás alapjául a liberális demokrácia elvei szolgálnak. Az alkotmány elfogadásának napja nemzeti ünnep. A dél-koreai jogrendszer vegyes, az európai és az amerikai rendszert vegyíti a kínai klasszikus gondolkodásmóddal.
Dél-Korea elnöki köztársaság, az elnököt öt évre választják, az alkotmány előírásai szerint csak egy terminust szolgálhat. Az elnök kormányfő, államfő és a hadsereg parancsnoka is egyben. Az elnöknek joga van háborút indítani és az országgyűlés felé jogalkotási javaslatot tehet. Az elnök megvétózhatja a törvényjavaslatokat, az országgyűlés azonban a jelenlévők kétharmados többségével megszavazhatja az elnök által megvétózott törvényt. Az elnök rezidenciája és hivatala a Kék Ház. A miniszterelnököt az elnök jelöli ki, de az országgyűlésnek is el kell fogadnia.
A Kukhö (Gukhoe)-nek 300 tagja van, 246 tagot a választókerületekben lezajlott választások alapján többségi döntéssel választják, 54 képviselőt pedig az arányos képviselet elve alapján. Dél-Koreában minden 19. életévét betöltött állampolgár szavazhat, és minden 25. életévét betöltött állampolgár indulhat a választásokon. A képviselőket négyéves ciklusra választják. Az első országgyűlést 1948-ban tartották. A 19. ciklus 2012-ben kezdődött és 2016-ig tart. Az országgyűlés épülete Joido (Yeouido) szigetén található Szöulban.
A dél-koreai igazságszolgáltatás alapjai az alkotmányban fekszenek. A legfőbb igazságszolgáltatói szerv a kilenc bírót számláló alkotmánybíróság. Tagjait az elnök nevezi ki, hármat az országgyűlés által javasolt személyekből, hármat pedig a legfelsőbb bíróság elnöke által javasoltak közül. Az alkotmányt érintő ügyekről és a vádemelések végső elbírálásáról dönt. Az alkotmánybíróság alatt a legfelsőbb bíróság áll. A Szöulban székelő szervezetnek tizennégy tagja van. Az alkotmánybírákhoz hasonlóan hat évre választják őket. Ezen kívül a fellebbviteli bíróságok, valamint a területi és városi bíróságok alkotják az igazságszolgáltatási rendszert.

### Politikai pártok
A Kukhöben, Dél-Korea egykamarás törvényhozói testületében két nagyobb és négy kisebb párt van jelen. A liberális Demokratikus Összefogás Pártja 170, a konzervatív Polgári Erő Pártja 116, Az Igazság Párt 6, az Alapjövedelm Párt 1, és a Korszakváltás Párt szintén 1 mandátumot tudhat magának.

### Közigazgatási beosztás
Dél-Korea nyolc tartományból (to (do)), egy független közigazgatású tartományból, egy különleges igazgatású, egy független önkormányzatú és hat tartományi jogú városból áll, ezek a legfelsőbb szintek. A kisebb egységek a megyék (kun (gun)) és városok (si). A megyék alá tartoznak az up (eup)ok és a körzetek (mjon (myeon)), ezeken belül pedig lehetnek falvak (ri); a városok kerületekre (ku (gu)) és tong (dong)okra oszlanak.
Tartományok:
- Csedzsu (Jeju) (független közigazgatású)
- Észak-Csolla (Jeolla)
- Dél-Csolla (Jeolla)
- Észak-Cshungcshong (Chungcheong)
- Dél-Cshungcshong (Chungcheong)
- Kangvon (Gangwon)
- Kjonggi (Gyeonggi)
- Észak-Kjongszang (Gyeongsang)
- Dél-Kjongszang (Gyeongsang)

Tartományi jogú városok:
- Incshon (Incheon)
- Kvangdzsu (Gwangju)
- Puszan (Busan)
- Szedzsong (Sejong) (független önkormányzatú)
- Szöul (különleges igazgatású)
- Tegu (Daegu)
- Tedzson (Daejeon)
- Ulszan (Ulsan)

## Védelmi rendszer

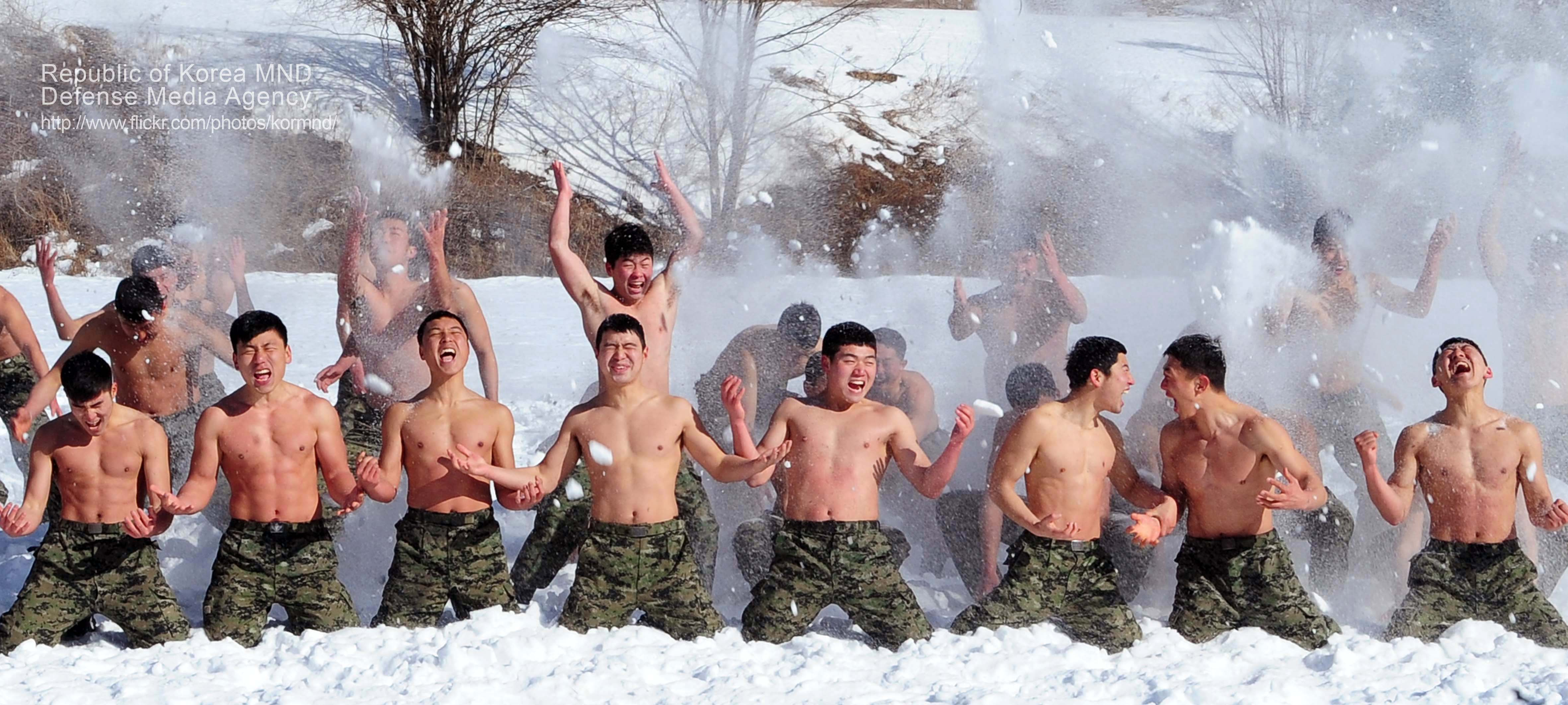
A különleges alakulat kiképzése télen

Dél-Korea védelmi rendszere elsődlegesen arra rendezkedett be, hogy Észak-Korea ellen védje az országot. Emiatt kötelező a sorkatonai szolgálat minden egészséges, 20 és 30 év közötti, legalább általános iskolát végzett férfinak. A szolgálati idő egységtől függően 21–24 hónap. Dél-Korea hadserege a világon az egyik legnagyobb és legjobban képzett, 2014-ben mintegy 630 000 aktív és 2 970 000 tartalékos katonát számlált. Az ország legnagyobb katonai szövetségese az Amerikai Egyesült Államok, mely háború esetén számottevő haderőt és felszerelést bocsát Dél-Korea rendelkezésére. Meglehetősen kevés nő szolgál a seregben, ezen folyamatosan igyekeznek változtatni. A tisztek 7%-a nő 2015-ös adatok szerint, míg a női tiszthelyettesek száma 2017-re eléri az 5%-ot. A honvédelemre fordított költségvetés tekintetében Dél-Korea 2014-ben a 10. helyen állt a világon, 2015-ös költségvetése 35 milliárd dollár, ami a GDP 2,35%-a, az állam költségvetésének pedig 14,5%-át teszi ki.

## Népesség
| Lakosok száma | 25 012 374 | 29 435 571 | 34 103 149 | 37 534 236 | 40 805 744 | 43 747 962 | 46 286 503 | 48 039 415 | 49 779 440 | 51 628 117 |
|               | 1960       | 1966       | 1973       | 1979       | 1985       | 1992       | 1998       | 2004       | 2011       | 2022       |

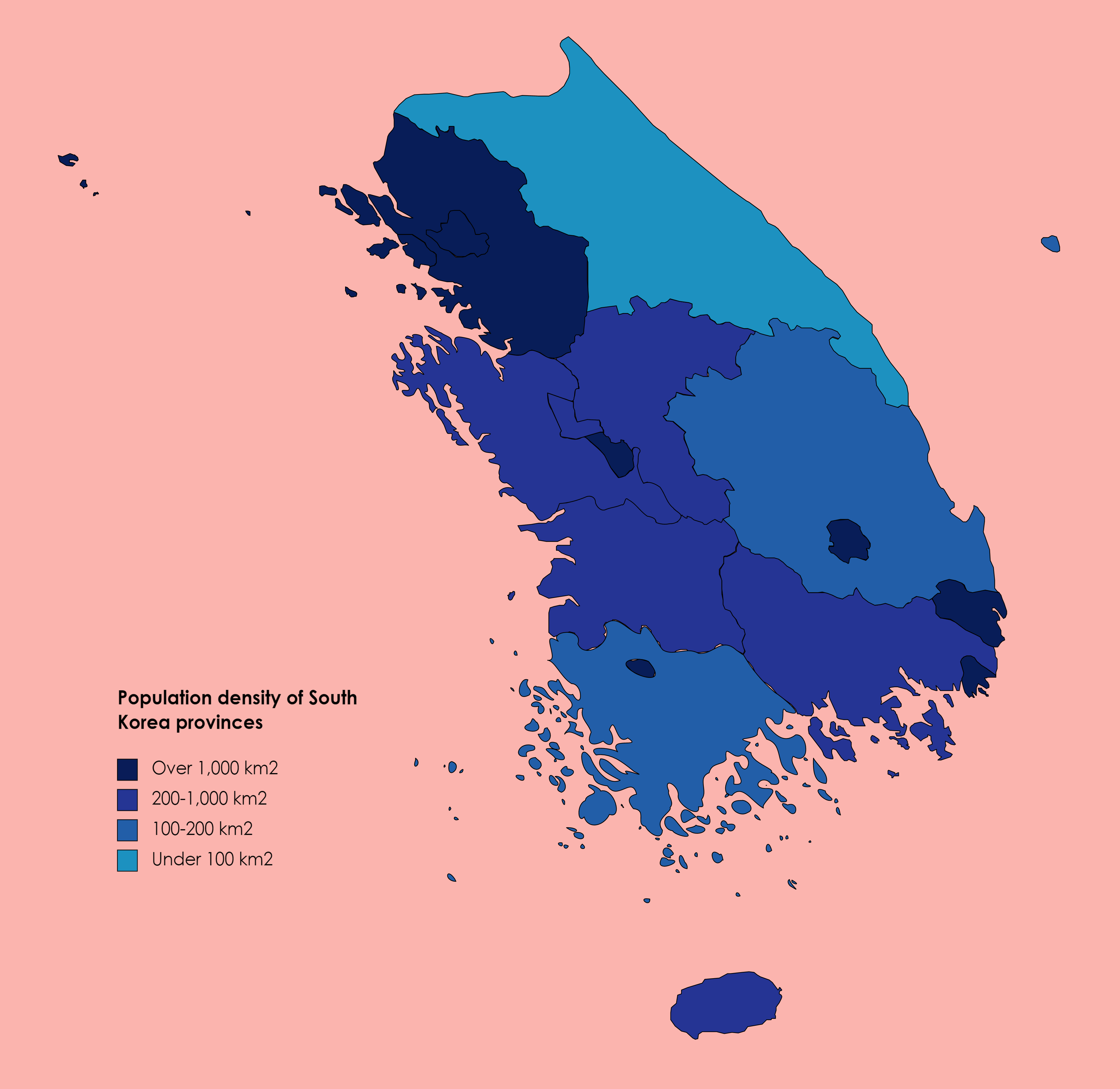
Dél-Korea népsűrűsége 2014-ben

2016-ban a népesség 97,2%-a koreai, 2,8%-a külföldi volt. A lakosság 13,6%-a 65 év feletti. Az átlagos dél-koreai háztartás 2,51 főt számlál, az egyfős háztartások száma a legmagasabb, 27,9%. A városi lakosság aránya 2016-ban 91,8% volt.
2017-ben a népességet 51,42 millióra becsülték, ebből 49,6% a Szöuli Fővárosi Területen belül élt. 2020 júniusában a lakosság 51,8 millió fő volt. A háztartások 39%-a egyfős, ez a leggyakoribb Dél-Koreában, a kétfős háztartások pedig 23,1%-ot tesznek ki.
A teljes termékenységi arányszám (TFR, Total Fertility Rate), a szülőképes korú női népességre jutó születések átlaga, 2016-ban 1,17 volt. A 2005-ös évben volt az eddig mért legalacsonyabb a gyermekszületés, ekkor 1,08-as átlagot mértek.
Eközben a dél-koreaiak átlagos élettartama 82,1 évre nőtt (2016-tól kezdve), ami magasabb, mint az OECD átlaga. Ezzel Dél-Korea is belépett az elöregedő társadalmak sorába.

### Nyelv
Az országban a hivatalos nyelv a koreai (koreaiul: 한국어, hangugo (hangugeo), 韓國語). A hangul (hangeul) a koreai nyelv ábécéje, amelynek kialakítását hagyományosan Nagy Szedzsong (Sejong) királynak tulajdonítják az 1440-es években. Az egyik leginkább tudományosnak tartott, jelenleg is használatban lévő ábécé a világon. A nyelvet korábban handzsával (hanjával), azaz a koreai nyelvre adaptált kínai írásjegyekkel írták. Bár Szedzsong (Sejong) hivatalossá tette a hangul (hangeul)t, a konfucianizmus és a kínai kultúra befolyása miatt egészen 1945-ig nem nagyon használták. A hangul (hangeul) összesen 24 gyökből (betűből) áll, 10 magánhangzóból és 14 mássalhangzóból. A gyökök a latin írással ellentétben nem feltétlenül egymást követik, hanem egységekbe rendeződnek. Egy egység egy szótagot jelöl.

### Vallás
Vallások Dél-Koreában, a 2015-ös népszámlálás adatai szerint
Egy 2012-es felmérésben 52% vallotta magát „vallásosnak”, 31% „nem vallásosnak” és 15% ateistának.  A 2015-ös népszámlálás eredményei szerint a dél-koreai lakosság több mint fele (56,9%-a) nem tartozik egyetlen vallási szervezethez sem. A népszámláláskor a lakosság 27,6%-a tartotta magát kereszténynek (ebből 19,7% protestánsnak, 7,9% pedig római katolikusnak), és 15,5% buddhistának. Dél-Koreában mintegy 130 000 muszlim vallású ember él, többségében bevándorlók, de mintegy 35 000-en közülük koreaiak. További kisebb vallások még a von (won) buddhizmus, a cshondo (cheondo)izmus, a csungszan (jeungsan)izmus, a tedzsong (daejong)izmus vagy a Teszun Csillihö (Daesun Jillihoe) (대순진리회). 2005 és 2015 között mind a keresztények, mind a buddhisták száma csökkent az országban és nőtt a magukat vallási irányzathoz nem kötők száma. Dél-Koreában nincs államvallás, a vallásszabadságot az alkotmányban biztosítják.

## Gazdaság

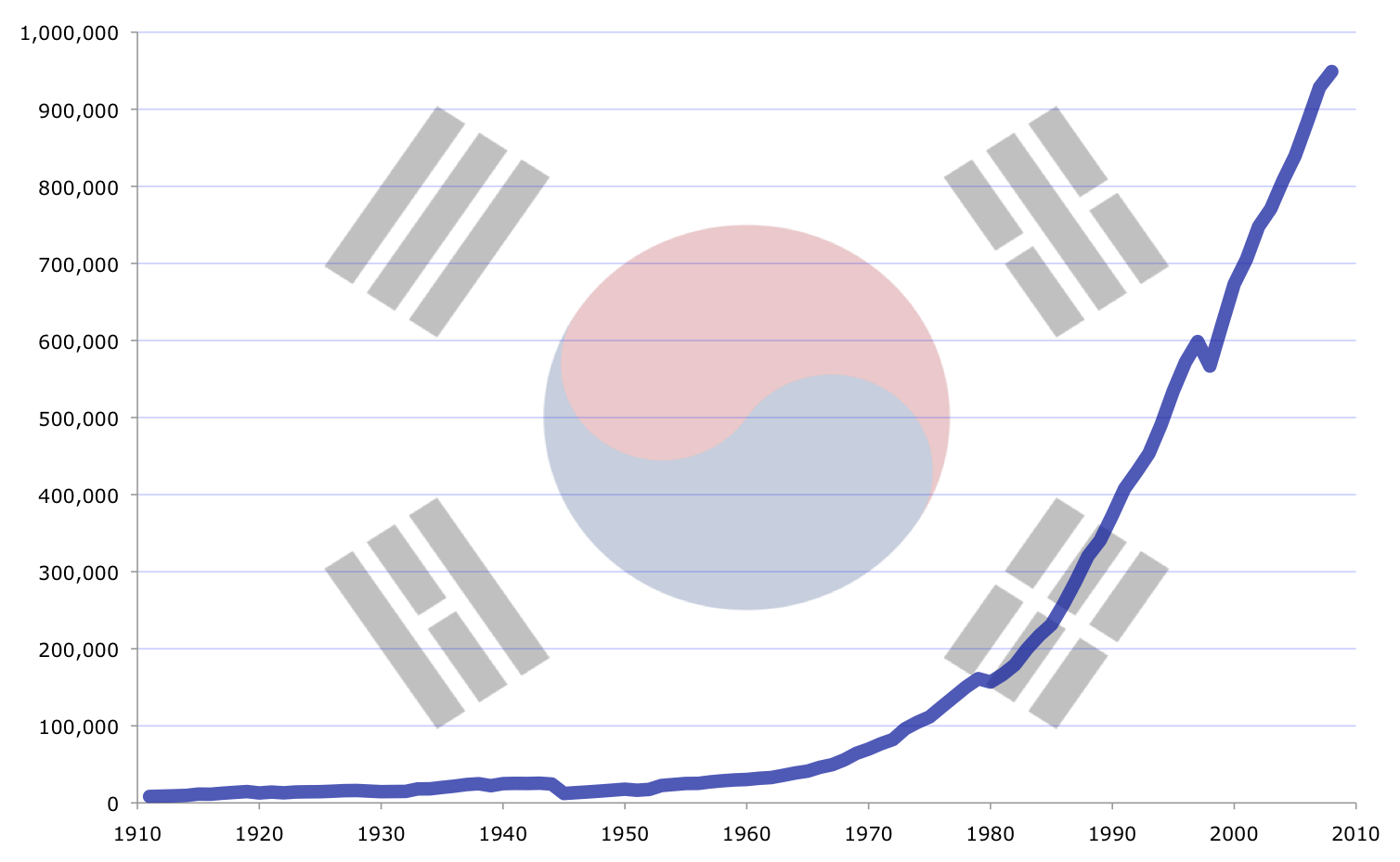
Korea és Dél-Korea GDP-jének változása 1911 és 2008 között

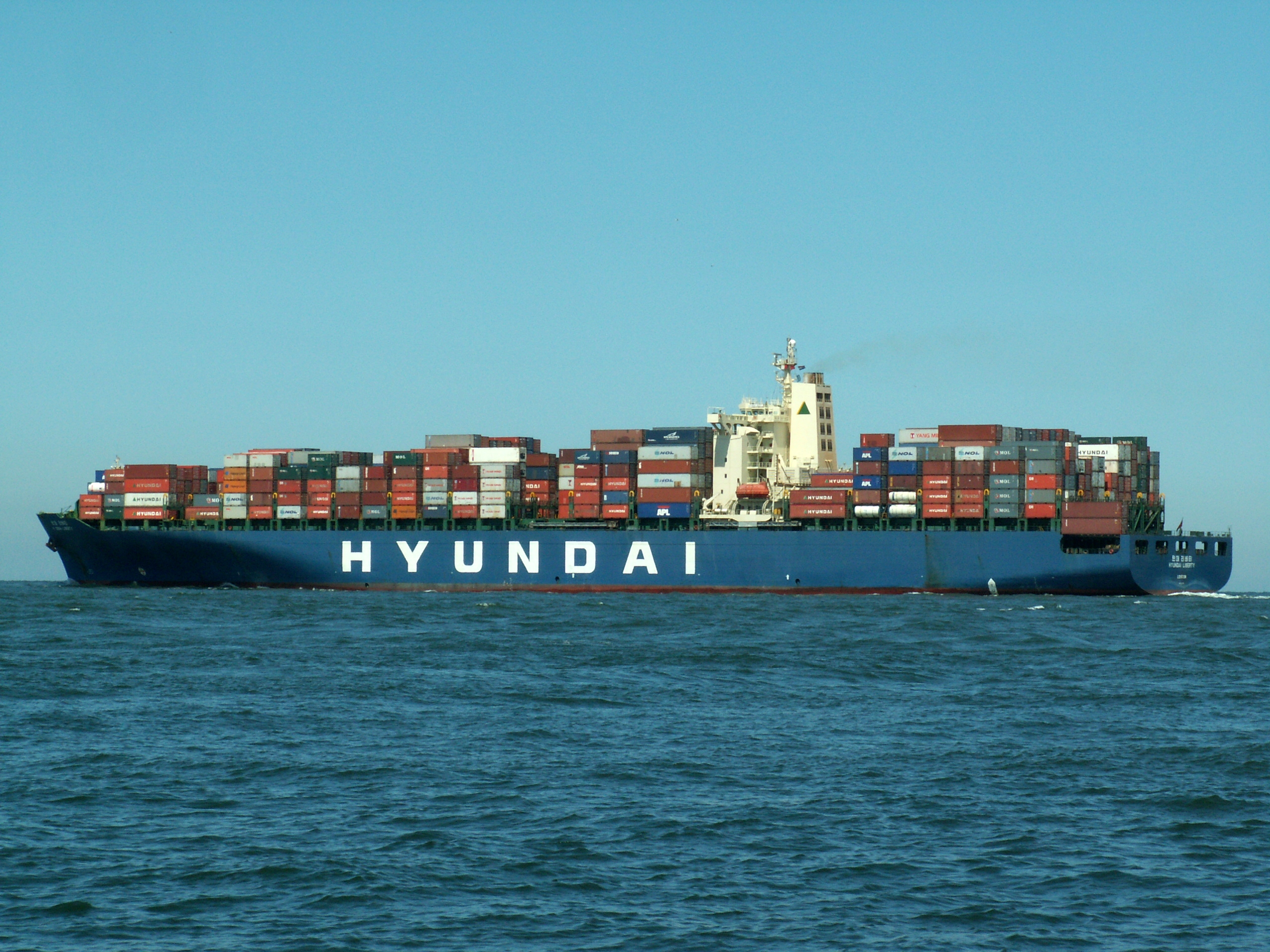
Hyundai Heavy Industries által épített hajó

Dél-Korea gazdasága Ázsia negyedik és a világ 10. legnagyobb gazdasága 2020-as adatok alapján. Az ország a koreai háborút követően a világ egyik legszegényebbje volt, nemzetközi segélyek és kölcsönök segítségével, valamint agresszív, konglomerátumokra és exportra építő gazdaságpolitikájának köszönhetően néhány évtized alatt az egyik leggyorsabban fejlődő gazdasággá vált, így bekerült az ázsiai tigrisek közé.
2018-ban Dél-Korea bruttó nemzeti terméke (GDP) 1725 milliárd dollár volt, 60,9%-át a szolgáltatóipar, 37,2%-át az ipar adja, a mezőgazdaság csupán 1,9%-ot tesz ki. A munkanélküliség itt az egyik legalacsonyabb az OECD országai közül.
Az ország iparát a nehézipari ágazatok jellemzik, mint például a petrolkémiai ipar vagy a hajógyártás, de fontos szerepe van az autóiparnak vagy a fogyasztói elektronikának is. Több koreai nagyvállalat is világszerte ismert, ilyen a Samsung, az LG vagy a Hyundai, melyek számos profillal rendelkeznek, a Hyundai jelen van például a hajóépítésben, a Samsungnak jelentős építőipari vállalatai vannak, az LG pedig a petrolkémiai és félvezetőipar területén is tevékenykedik. Dél-Korea fejlett iparával szemben a szolgáltatóipar viszonylag fejletlen, a kis- és középvállalkozásokra pedig kevés figyelmet fordítanak. A mezőgazdaság jelentősége az ipar fejlődésével egyre csökkent, ma már az élelmezési szükségleteinek 70%-át importból fedezi az ország. A turizmus a 2000-es évek eleje óta rohamléptékben fejlődik, 2005-re megduplázódott a Koreába látogató külföldi turisták száma.
Gazdasági komplexitás tekintetében Dél-Korea 2012-ben az 5. helyen állt a világranglistában, legfőbb kereskedelmi partnerei az USA, Japán, Hongkong és Szingapúr. Legfontosabb exportcikkei a finomított kőolaj, az integrált áramkörök és az autók.
Dél-Korea egyre népszerűbb befektetési célpont, főképp az USA és Japán számára. Az ország pénzügyi központja a főváros, Szöul, melynek Joido (Yeouido) szigetén tömörülnek a pénzügyi szervezetek központjai. Természeti erőforrásai korlátozottak, az energiahordozók mintegy 96%-át importból fedezi.
A dél-koreai gazdaság számára a 21. században a legnagyobb kihívást az elöregedő lakosság, a rugalmatlan munkaerőpiac, a csebolokra való támaszkodás és az exporttól való függés jelenti.

## Infrastruktúra

### Közlekedés
Dél-Korea számos nemzetközi repülőtérrel rendelkezik, ezek közül a legnagyobb az incshoni (incheoni), mely a legtöbb külföldi forgalmat bonyolítja. A Kimpho (Gimpo) repülőtér főleg ázsiai országokkal bonyolít forgalmat.
Dél-Koreán belül a belföldi légi járatok mellett a vasúti közlekedés kiemelkedő. A legtöbb városba a KTX nagysebességű vonatai is járnak, melyek normál sebessége több mint 300 km/h. A vonatokat a Korail üzemelteti.
A koreai városokat expressz (koszok (gosok), 고속) és intercity (siö (sioe), 시외) buszjáratok is összekötik. Az expressz járatok csak a célállomáson állnak meg, illetve pihenőhelyeken útközben, valamint az autópályákon közlekednek. Az intercity buszok között is vannak olyanok, amelyek nem állnak meg, csak a célvárosban, ezek a csikheng (직행, jikhaeng) buszok; a hagyományos, több településen is megálló járatok neve ilban (일반).
Az országnak 12 tengeri kikötője van, ezek közül a legnagyobb – és egyben a legrégebbi is – a puszani (busani). Dél-Korea partvidéke mentén számos kisebb-nagyobb sziget található, ezekre kompok segítségével lehet eljutni.
Az ország nagyvárosai közül Szöul, Puszan (Busan), Tedzson (Daejeon), Tegu (Daegu) és Kvangdzsu (Gwangju) rendelkezik metróval. A szöuli metró 18 vonala összeköti a fővárost Incshon (Incheon)nal és Kjonggi (Gyeonggi) tartománnyal, valamint Dél-Cshungcshong (Chungcheong) és Kangvon (Gangwon) tartományokkal is.
Az ország közúthálózatának hossza 2019-ben 111 313 km volt, ebből 4767 km autópálya. Az I Szunsin (Yi Sun-shin) híd Joszu (Yeosu) mellett a negyedik leghosszabb függőhíd a világon és a EXPO 2012-re készült el. Az Incshon (Incheon) híd Dél-Korea leghosszabb hídja és Incshon (Incheon) gyorsan fejlődő városrészeit köti össze a repülőtérével.

### Közművek
2019. április 5-én Dél-Korea lett az első ország a világon, ahol elérhetővé vált az 5G hálózat átlagfelhasználók számára, és a szolgáltatást igénybe vevők száma júniusra elérte az egymilliót.

### Telekommunikáció
| Hívójel prefix | DS-DT, D7-D9, HL, 6K-6N |
| ITU zóna       | 44                      |
| CQ zóna        | 25                      |

## Kultúra

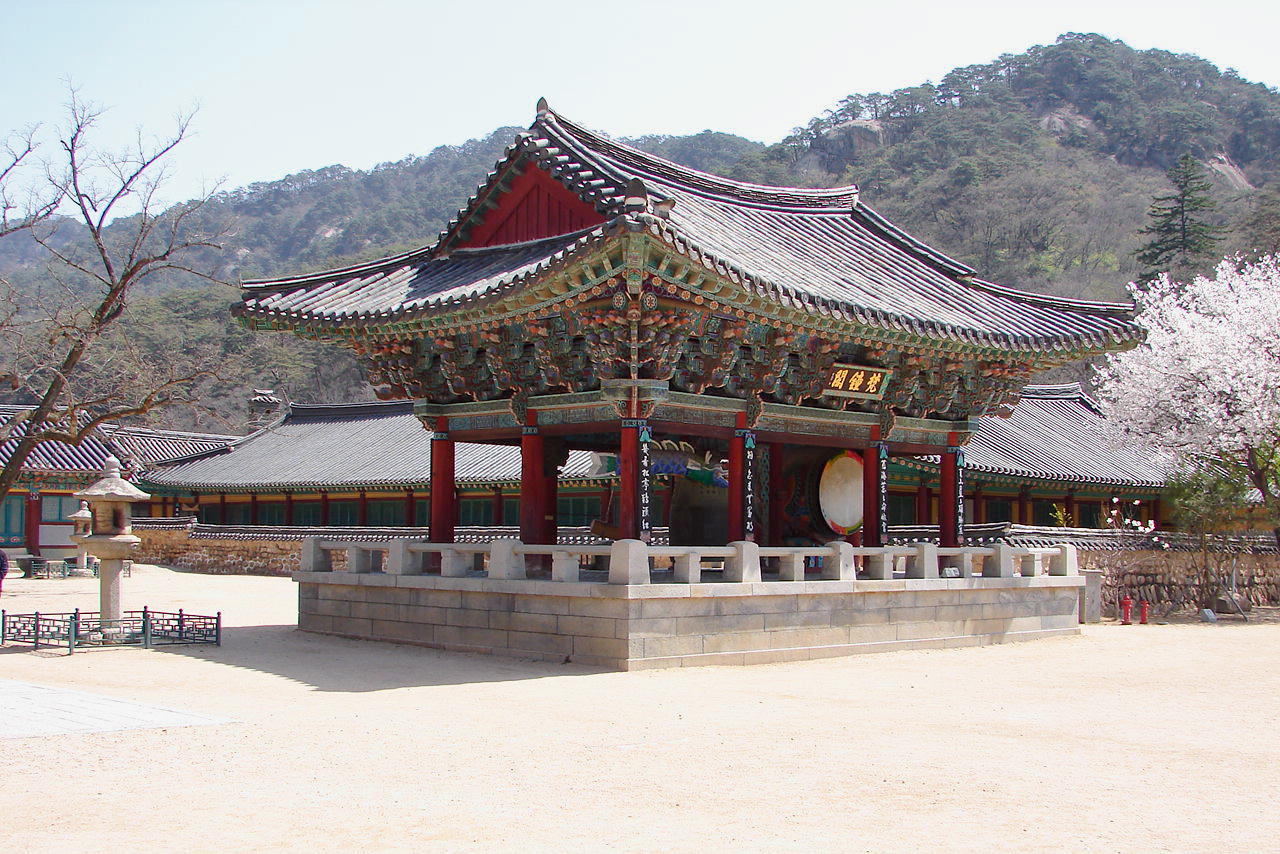
A Popcsusza buddhista templom egy épülete

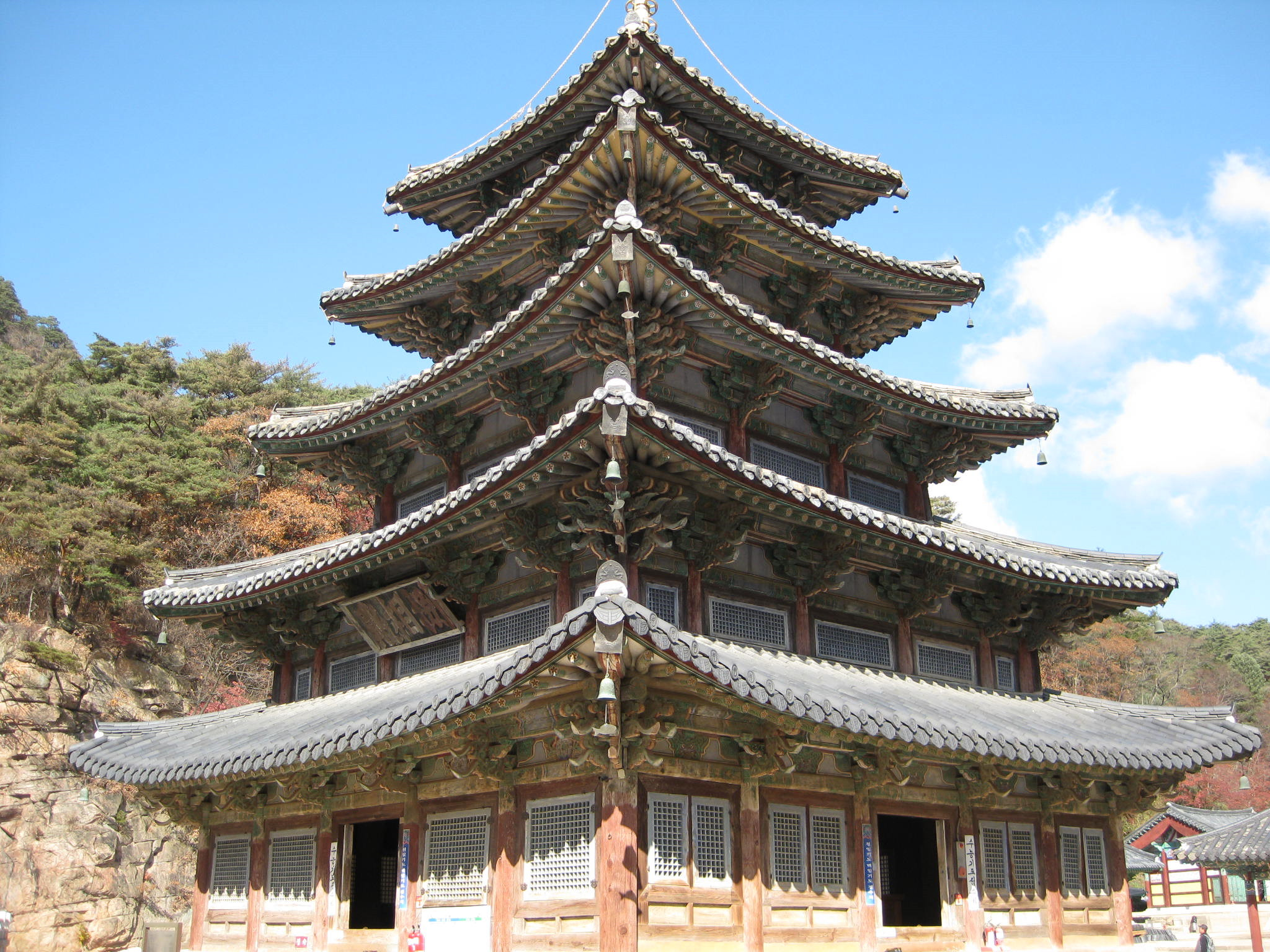
Pagoda, Popcsusza

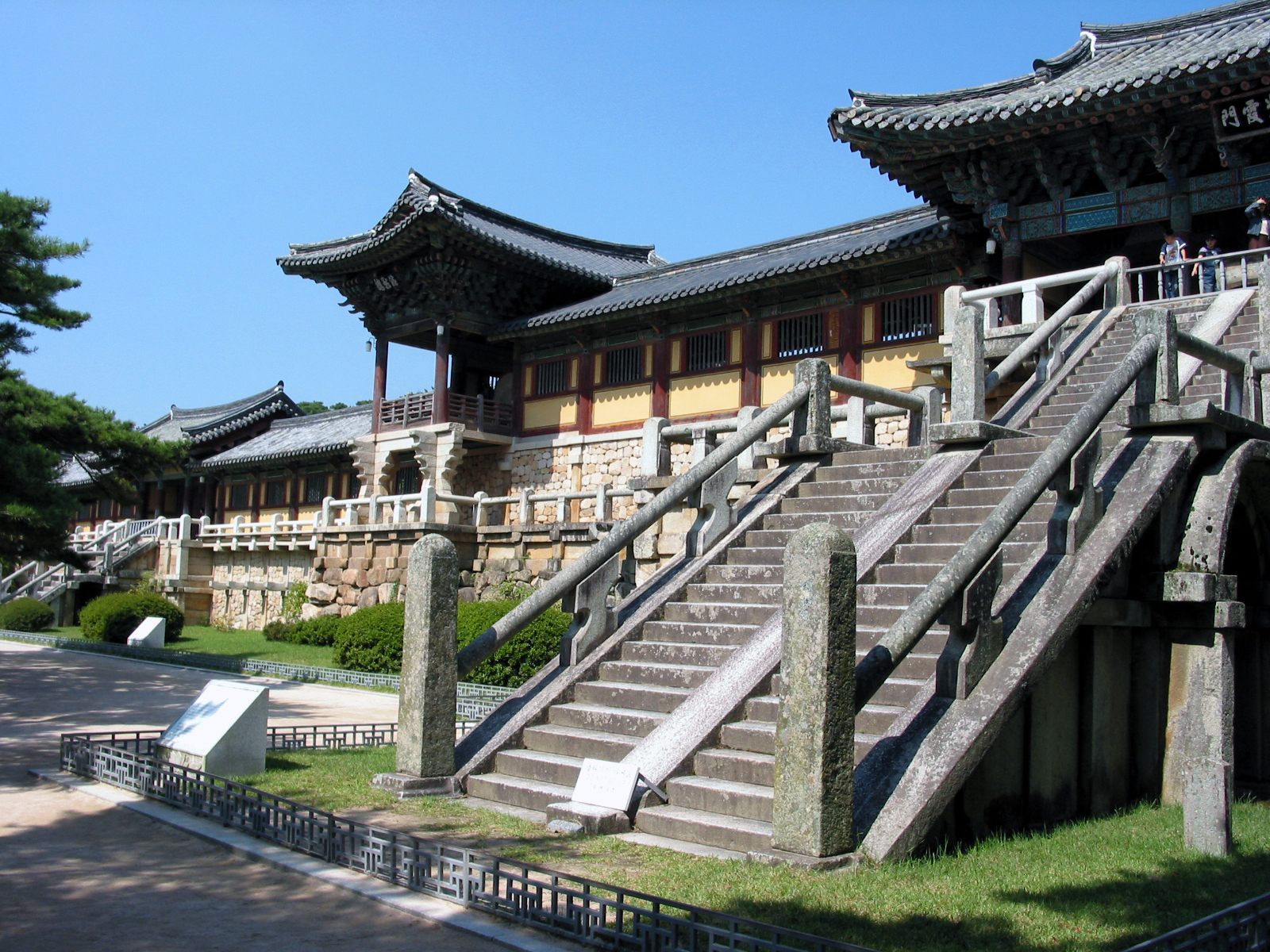
A Pulguk templom egy része

### Kulturális intézmények

#### Világörökség
Dél-Korea 1988-ban csatlakozott az UNESCO világörökség-programjához. Az országnak tizenkét kulturális és egy természeti világörökségi helyszíne van, 15 további helyszín a javaslati listán szerepel. A világörökség része például a Pulguk-templom és a Cshangdokkung palotaegyüttes, a javaslati listán pedig olyan helyszínek is szerepelnek, mint Közép-Korea hegyi erődítményei.
2018-ban Dél-Korea Észak-Koreával közösen jelölte az ősi koreai birkózást, a ssirumot az UNESCO szellemi kulturális örökség programjába, és a jelölést az UNESCO elfogadta.

### Művészetek

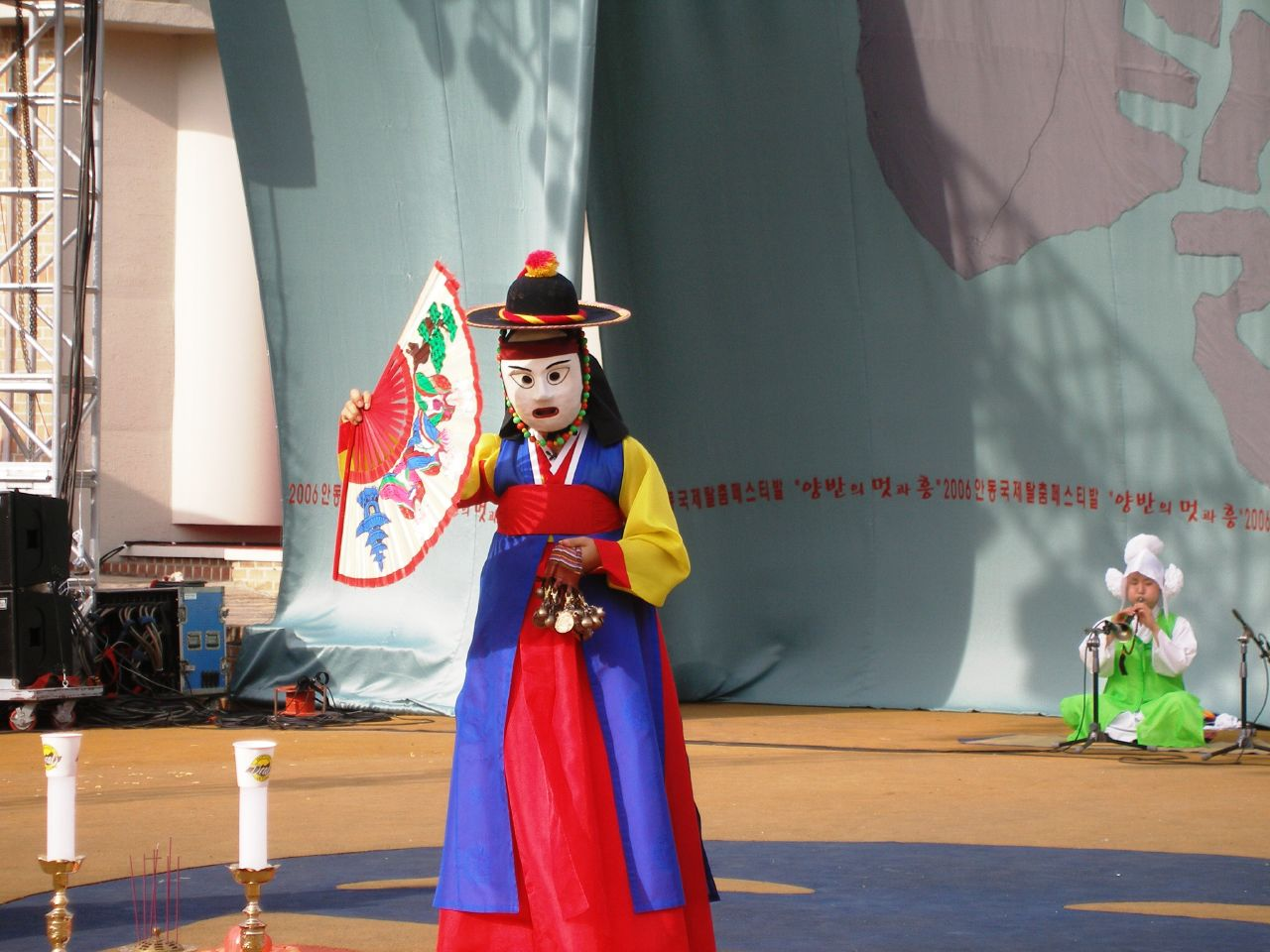
A koreai tánc egy maszkos változata

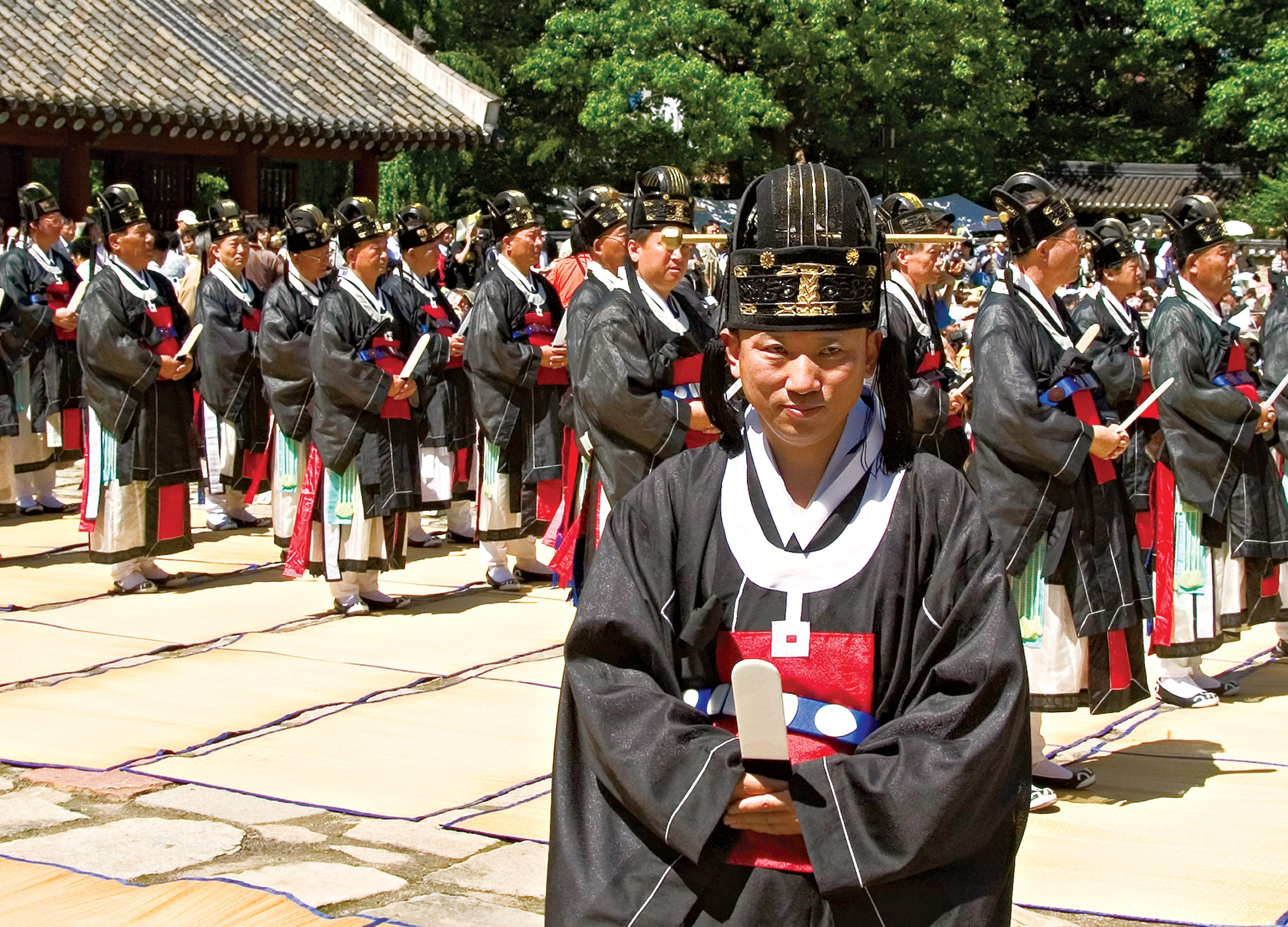
Csongmjo cserje, évente egyszer, az ősi királyi dinasztia tiszteletére megtartott ünnepség

A koreai művészetet régebben csupán Kína művészetének provinciális változataként tartották számon. Bár a művészet Koreában valóban a kínai művészetből fakad, sajátos vonásokkal és eredeti értékekkel rendelkezik.
A történelem előtti időkből kőszerszámok, cserépedények kerültek elő, de ismeretesek dolmenszerű monolit építmények is. A területen a szkíták tárgyai is előkerültek.
A Kr. e. 1. században az őshonos koreai törzsek közé betelepültek a Han-dinasztia hódítói, magukkal hozva és elterjesztve saját kultúrájukat. A kínai kolóniák időszaka a 3. századig tartott. Legjelentősebb emlékei a Lo-lang kolónia területén talált sírok tárgyai és falfestményei.
A kínai kolóniákat a koreai törzsekből alakuló három fejedelemség hódította meg. Ez a Három Fejedelemség kora, a 4-7. század. Ekkor terjedt el a buddhizmus. Jelentősek a sírleletek, mint az anaki síré, melynek másolatát a Hopp Ferenc Kelet-ázsiai Művészeti Múzeum őrzi. A sír festményei a kínai festészet emlékei, de a csarnok oszlopos szerkezete és gerendás boltszerkezete már a koreai művészet későbbi jellegzetessége. Ez az építészeti forma jellemzi a következő korszakot, a Silla-fejedelemség alatt egyesült birodalom korszakát 668-tól 918-ig. A korszak kivételes emléke Szokkuram buddhista kápolnája, gránit domborművekkel, melyeken indiai hatás keveredik az egykorú kínai Tang-kor stílusával. A korban jelentős volt a bronz kisplasztika is, ezek főként sírokból kerültek elő. A pagodák szerkezeti megoldása bonyolultabbá vált.
A Korjo-dinasztia (918–1392) ideje alatt Korea is szenvedett a Kínát meghódító mongoloktól. Ekkor terjedt el Koreában a zen-buddhizmus eszméje és művészete. Kínai szerkezetű csarnokok és míves kőpagodák épültek. A szobrászat emléke a Nonsan közelében emelt hatalmas Maitreya-szobor.
1392-ben a Csoszon-dinasztia meghonosította a konfucianizmust, a félsziget nevét Csoszonra változtatta. Uralkodóvá vált a hivatalnokok kultúrája, akik a tusfestést gyakorolták. Ennek korai mesterei Kang Hian (강희안, 1419–1465) és Thanum (más néven 이청 I Cshong, 1541–?), akik még a kínai szellemet képviselik. Kjomdzse (Csongszon, 1676–1759) már a koreai táj sajátos hangulatát ragadta meg. Jelentős mesterek még Hjevon (혜원) (신윤복 Sin Junbok, 1758–1820 k.); Kungdzse (긍재) (김득신 Kim Duksin, 1754–1822); Tanvon (단원) (김홍도 Kim Hongdo, 1760–1820 k.). Vandang (김정희 Kim Dzsonghi, 1786-1856) a kalligráfiából merített ihletet.
A 19. században a koreai művészet az elöregedett arisztokrácia dekadens életérzésének kifejezőjévé vált, megújulni képtelen volt. Az építészeti alkotások finom tagolásúak ugyan, de a falfestmények rikítóan tarkák. Ez a dekoratív művészetek tökéllyé fejlesztését segítette elő. Jelentős alkotások: a Tokszu palota Szöulban, Szöul melletti királysírok, Szuvon kőfaragványai, népi jellegű faragott maszkok.
Korea művészete a japán megszállás alatt nem fejlődhetett. A félsziget kettéosztása a művészet terén is kényes kérdéseket vet fel. A demokratikus Dél kínai hatásra felélesztette népi hagyományait, megjelentek a kortárs irányzatok. Észak-Koreában a művészet a diktatúra céljainak van alárendelve.

### Gasztronómia

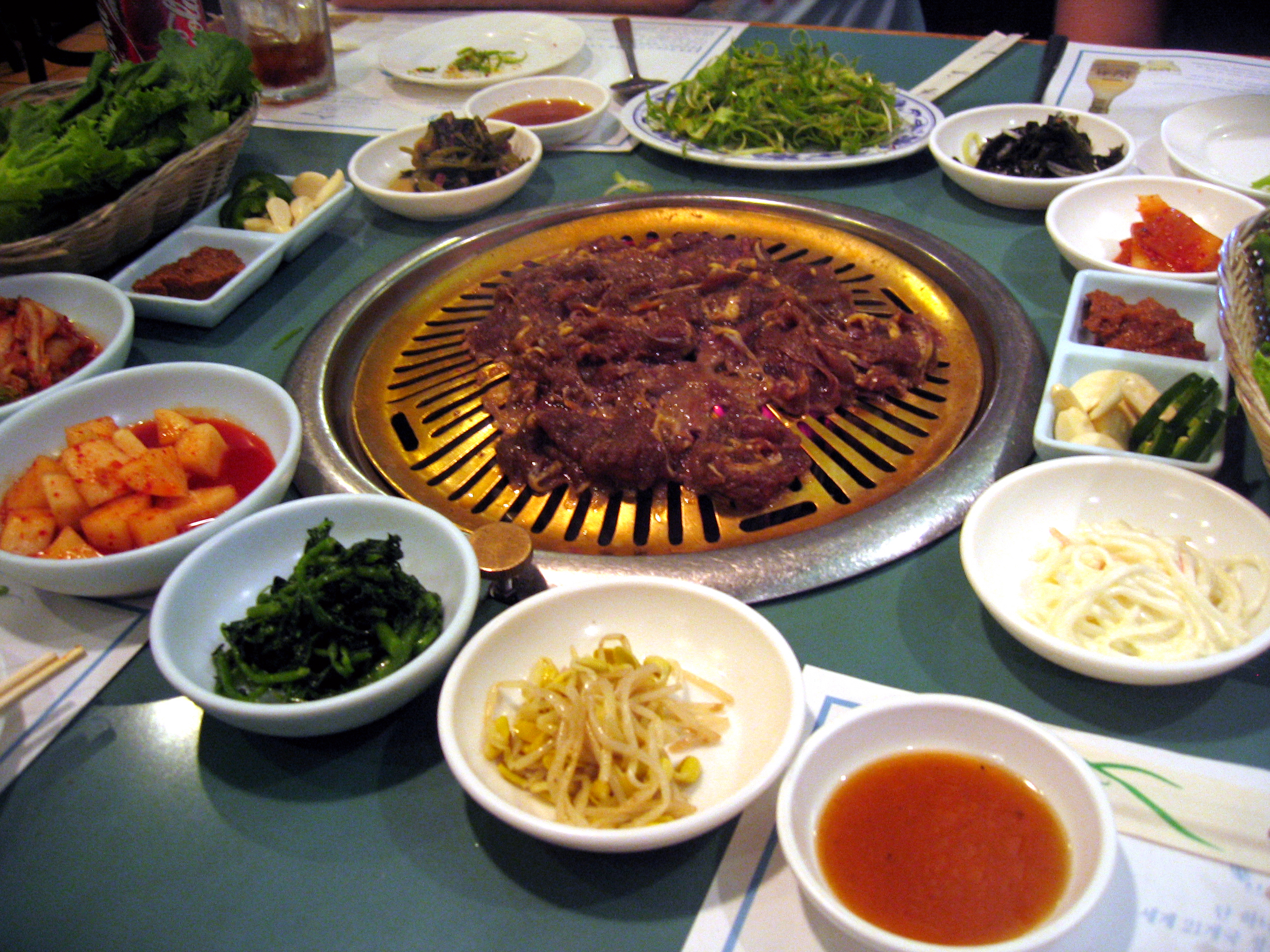
Pulgogi (Bulgogi)

A koreai konyhaművészet változatosnak, sokszínűnek és általában véve egészségesnek tartott konyha. Hatással volt rá a kínai és a japán konyha, de számos étele rendkívül különböző ezektől, elkészítési módját, alapanyagait és ízesítését tekintve is. Jellegzetes ételei közé sorolják a fermentált kimcshi (kimchi)t, a húsételek közül a pulgogi (bulgogi)t és a kalbi (galbi)t, a pipbimbap (bibimbap)ot, a japán makiszusival rokon kimbap (gimbap)ot. Az italok közül ismert égetett szesz a szodzsu (soju). A koreai gasztronómia három legfontosabb ételízesítője a szójaszósz (kandzsang (ganjang)), a kocshudzsang (gochujang) (csilipaprikakrém) és a töndzsang (doenjang) (szójababkrém). Gyakran használják a fokhagymát és a gyömbért is. A koreai konyhában számos olyan étel szerepel, amely a nyugati ízvilágtól és felhasznált alapanyagoktól nagyon eltérő, ilyenek például a különféle namulok, amelyeknek egy részét nyugaton gyomnövénynek vagy dísznövénynek tartott növényekből készítik, mint például a varjúháj vagy éppen a páfrány.
A koreai ételeket általában egyszerre tálalják, nem fogásonként, mint a nyugati kultúrákban. Az asztalra mindig kerül rizs, amely kiegészítője a kuk (guk) (leves), a ccsige (jjigae) (raguféleség) és különféle kísérő ételek (pancshan (banchan)). Külön terítési szokások vonatkoznak az olyan étkezésre, ahol a fő étel a koreai tészta vagy a csuk (juk) (kása), illetve ha alkoholos italokat szolgálnak fel.
A koreai kultúrában az étkezésnek, az ételeknek rendkívül fontos szerepe van, úgy tartják, „az evés maga a mennyország” (먹는 것이 하늘이다, mognun kosi hanurida (meogneun geosi haneurida)), és a koreaiak gyógyító erőt is tulajdonítanak az ételeknek (약식동원, jaksik tongvon (yaksik dongwon), „az orvosság és az étel egy gyökérről fakad”).

### Sportélete

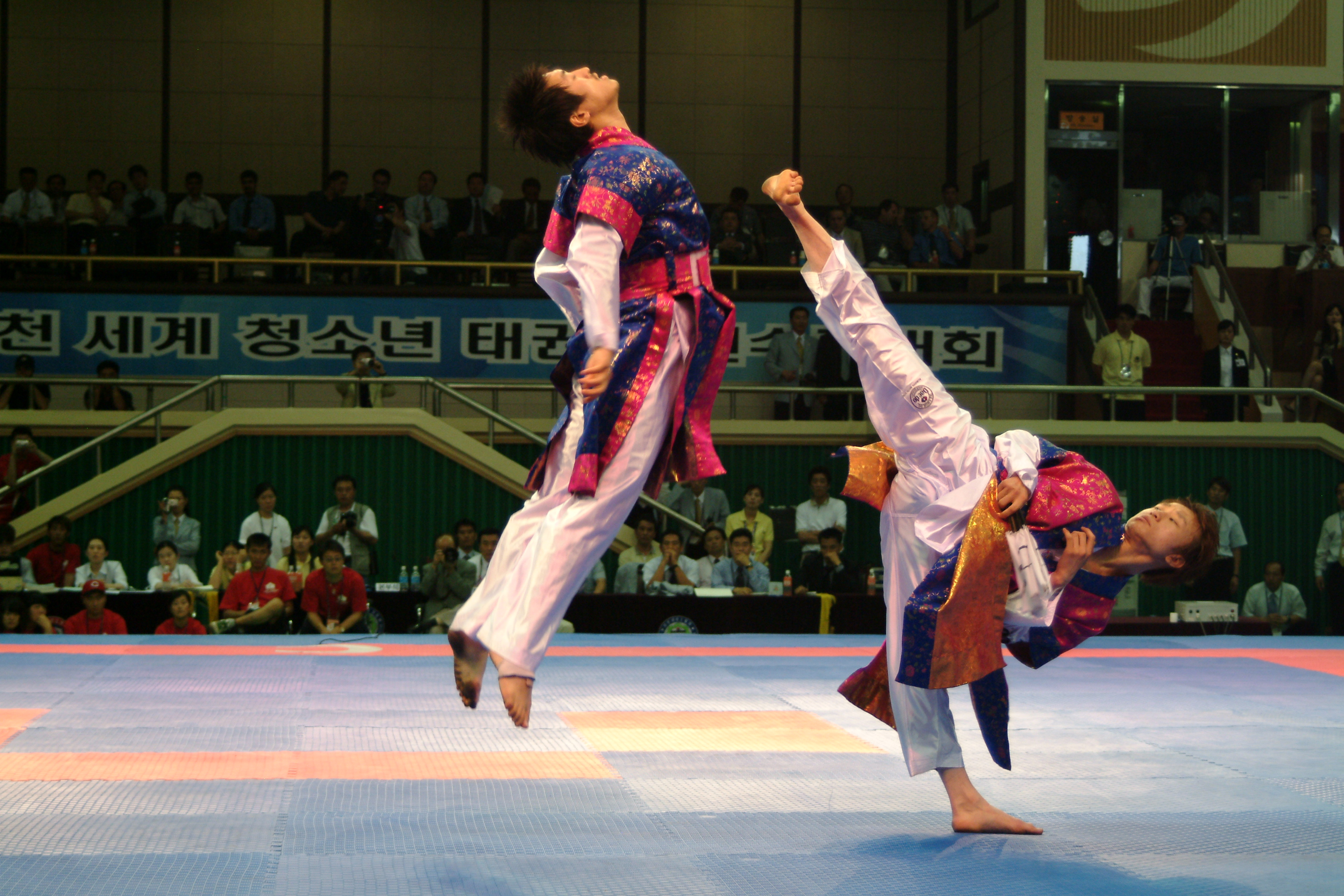
K-Tigers taekwondo-bemutató 2014-ben

A világ egyik legnépszerűbb harcművészete, a taekwondo Koreából származik. A szabályzatot az 1950-es és 1960-as évek folyamán dolgozták ki, és 2000-től olimpiai sportág.
Az 1988-as nyári olimpiai játékokat az ország fővárosában, Szöulban rendezték meg. A sporteseményen a dél-koreai sportolók 12 arany-, 10 ezüst- és 11 bronzérmet szereztek. Ezen kívül az ország 1986-ban és 2002-ben is az Ázsia-játékok házigazdája volt.
Népszerű sport még a labdarúgás. A nemzeti labdarúgó-válogatott az egyik legerősebb csapat Ázsiában (és eddig az egyetlen, mely a világbajnokságon elődöntőt játszhatott). 2002-ben Dél-Korea Japánnal közösen rendezte meg a világbajnokságot.
A baseball először 1905-ben jelent meg az országban. Később az egyik legnépszerűbb csapatjátékká nőtte ki magát (a profi ligát 1982-ben alapították). A 2008-as pekingi olimpián a dél-koreai válogatott lett a bajnok (a döntőben Kuba csapatát verték meg 3-2-re).
2007-ben Tour de Korea néven kerékpáros versenyt rendeztek az országban, mely hosszú idő óta az első ilyen esemény volt. Dél-Korea 2010-ben rendezett először Formula–1-es futamot.

## Turizmus

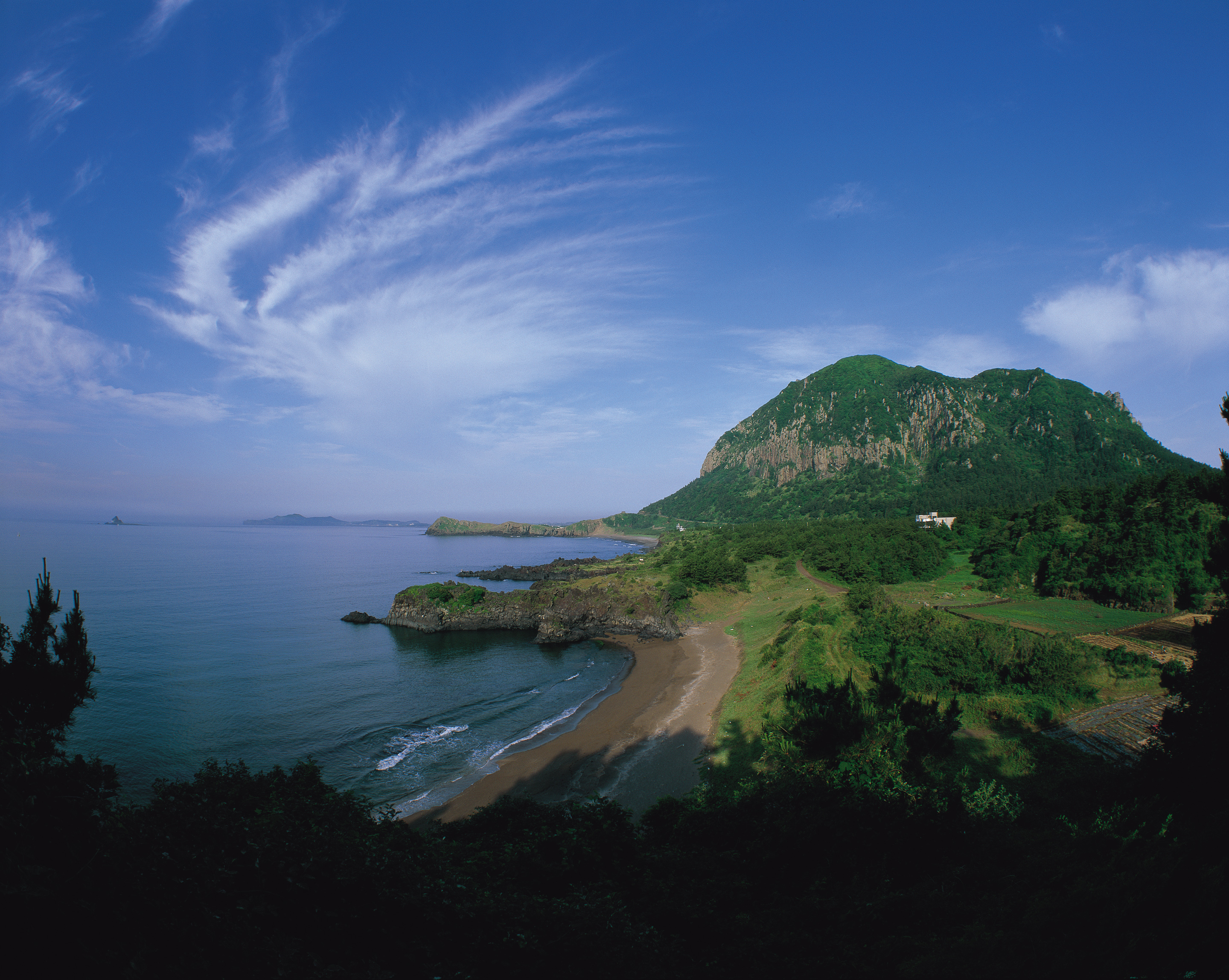
Csedzsu (Jeju) szigete

Dél-Korea turizmusa a 2000-es évek eleje óta rohamosan fejlődik, egyre több a látogató, míg 2000-ben 5,3 millió külföldi érkezett ide, 2014-ben több mint 14 millió, amivel Ázsia hatodik leglátogatottabb országának számít. Dél-Koreába leginkább Japánból, Kínából, az Amerikai Egyesült Államokból, Tajvanról és Thaiföldről érkeznek turisták. A fellendülő turizmusra jótékony hatással van a koreai hullám, azaz a koreai kulturális értékek exportja, mely egyre több turistát vonz az országba. A belföldi turisták száma 2014-ben meghaladta a 38 milliót.
Dél-Korea tartományaiban számos turisztikai célpont található. A legkedveltebb régió a Szöuli Fővárosi Terület, ahol az Everland és Lotte World élményparkok 2013-ban a világ leglátogatottabb 50 helyszínei közé is bekerültek. Népszerű célpontok még például Csedzsu (Jeju) szigete, a koreai demilitarizált övezet, a királyi paloták, a buddhista templomok és az erődök. A híres épületek, helyszínek és a természeti látnivalók mellett Dél-Korea kulturális hagyományait is népszerűsíti a turisták felé, ebbe beletartoznak a fesztiválok, a hagyományos zene és tánc, a gasztronómia, az öltözködés és az ezekhez kapcsolódó szokások. A Koreai Turisztikai Hivatal egyéb szolgáltatásokat is nyújt a hagyományosak mellett, például „jószolgálati idegenvezetőket” biztosít, valamint úgynevezett turistarendőröket.
Dél-Koreát Magyarország biztonságos úticélnak tartja, ahol kiemelkedően jó a közbiztonság. Magyarországról a LOT indít közvetlen repülőjáratot, a Korean Air is tervezett 2020 májusában indítani, azonban a Covid19-pandémia miatt ez elmaradt.

## Ünnepek
Napjainkban a legfontosabb koreai ünnep a szollal (설날), vagyis a hagyományos koreai újév első napja. További fontos ünnep a teborum (대보름), az első telihold ünnepe; a tano (단오) nevű tavaszi fesztivál, valamint a cshuszok (추석) nevű aratóünnep. Minden évben június 6-án tartják a háborús hősök emléknapját. Minden hónap 14. napján nem hivatalos ünnepeket is tartanak, ilyen a Bálint-nap, a White Day vagy a Black Day.
| Hivatalos ünnepnapok Dél-Koreában | Hivatalos ünnepnapok Dél-Koreában | Hivatalos ünnepnapok Dél-Koreában       | Hivatalos ünnepnapok Dél-Koreában  | Hivatalos ünnepnapok Dél-Koreában |
| Megnevezés                        | Koreaiul                          | Átírással                               | Dátum                              | Megjegyzés |
| --------------------------------- | --------------------------------- | --------------------------------------- | ---------------------------------- | --- |
| újév                              | 신정 (新正)                       | sindzsong (sinjeong)                    | január 1.                          | |
| holdújév                          | 설날                              | szollal (seollal)                       | a holdújév első napja (változó)    | |
| A Függetlenségi Mozgalom napja    | 3·1절 (三一節)                    | szamildzsol (samiljeol)                 | március 1.                         | Az 1919. március 1-jén indult függetlenségi mozgalom emléknapja. A mozgalom Korea Japán Birodalomtól való függetlenségéért harcolt.                  |
| gyermeknap                        | 어린이날                          | orininal (eorininal)                    | május 5.                           | |
| Buddha születésnapja              | 부처님 오신 날                    | Pucshonim osin nal (Bucheonim osin nal) | a 4. holdhónap 8. napja (változó)  | |
| Háborús hősök emléknapja          | 현충일 (顯忠日)                   | Hjoncshungil (Hyeonchungil)             | június 6.                          | 1991 óta azonban mindenkire emlékeznek, aki életét áldozta a Koreai Köztársaságért.                                                                  |
| A felszabadulás napja             | 광복절 (光復節)                   | Kvangbokcsol (Gwangbokjeol)             | augusztus 15.                      | Japán második világháborús kapitulációjának következtében Korea ekkor szabadult fel a japán uralom alól.                                             |
| cshuszok (chuseok)                | 추석 (秋夕)                       |                                         | a 8. holdhónap 15. napja (változó) | koreai aratóünnep, az ázsiai őszközépünnepekhez tartozik                                                                                             |
| A nemzet alapításának napja       | 개천절 (開天節)                   | kecshondzsol (gaecheonjeol)             | október 3.                         | Korea Tangun (Dangun) általi alapításának ünnepe |
| hangulnap                         | 한글날                            | hangullal (hangeullal)                  | október 9.                         | A koreai hangul ábécé ünnepe |
| karácsony                         | 기독탄신일                        | kidokthansinil (gidoktansinil)          | december 25.                       | |
| választási nap                    | 선거일                            | szongoil (seongeoil)                    | változó, általában szerdai nap     | A választások napja – akár országos, akár helyi szinten – hivatalos szabadnap, mely biztosítja a választók számára, hogy el tudjanak menni szavazni. |